# Kauza Vrbětice

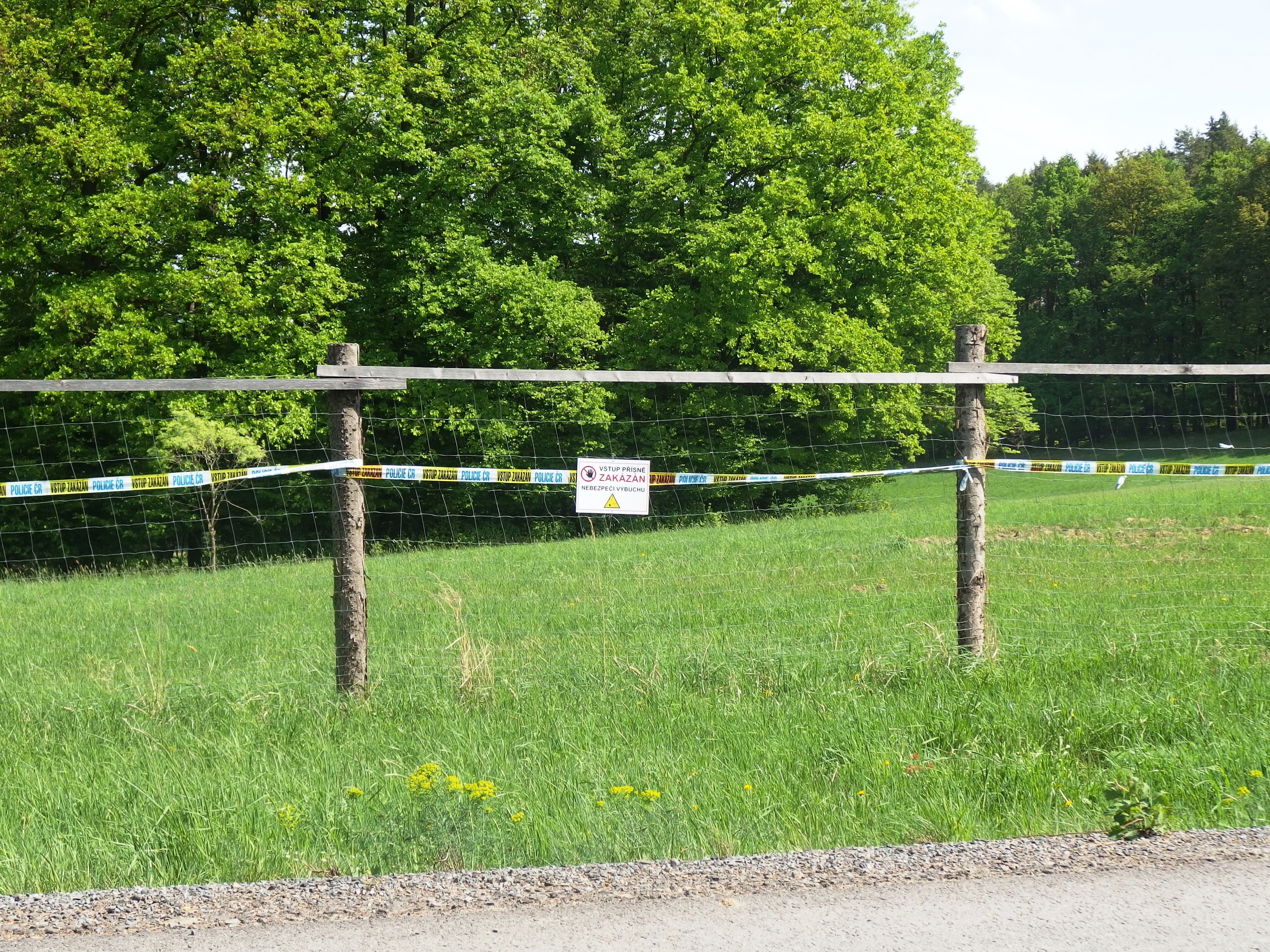
Zákaz vstupu do oblasti kolem vrbětického muničního skladu z důvodu výbuchu (2014)

Jako kauza Vrbětice je médii označován sled událostí zejména v politické a diplomatické rovině, který se veřejně začal odvíjet od 17. dubna 2021 v důsledku předchozího zjištění českých bezpečnostních služeb, že za výbuchy muničních skladů ve Vrběticích v roce 2014, při kterých zahynuli dva lidé, mohli s největší pravděpodobností dva agenti ruské vojenské rozvědky GRU – Anatolij Čepiga a Alexandr Miškin.
Následovaly kroky českých i cizích politiků a došlo k česko-ruské diplomatické roztržce. Česká republika v důsledku těchto zjištění vyhostila 18 pracovníků ruského velvyslanectví v Praze (z toho 14 diplomatů), podle ministra vnitra a zahraničních věcí Jana Hamáčka všechny, kteří byli českými tajnými službami identifikováni jako důstojníci ruských tajných služeb. Ruská strana v odvetě vyhostila 20 zaměstnanců české ambasády v Moskvě, z toho 16 diplomatů. Česko o pár dnů později rozhodlo o vyhoštění dalších ruských diplomatů, přičemž má jejich výsledný počet být stejný jako na ambasádě v Moskvě.

## Propuknutí kauzy
Dne 17. dubna 2021 předseda vlády Andrej Babiš a 1. místopředseda vlády, ministr vnitra ČR a ministr zahraničních věcí Jan Hamáček na mimořádném brífinku vlády ČR oznámili, že byli na základě jednoznačných důkazů bezpečnostních složek informováni o důvodném podezření o zapojení důstojníků ruské zpravodajské služby GRU, konkrétně tajné jednotky 29155, do výbuchu muničních skladů a areálu Vrbětice v roce 2014. Andrej Babiš konstatoval, že při explozích došlo k obrovským materiálním škodám, vážnému ohrožení a narušení života mnoha místních obyvatel, a především že zde zahynuli dva čeští občané. Dále ocenil práci českých bezpečnostních složek a Policie České republiky, zejména Národní centrály proti organizovanému zločinu. Zdůraznil, že Česká republika je svrchovaný stát a že musí na tato bezprecedentní zjištění odpovídajícím způsobem reagovat.
Jan Hamáček zopakoval, že Česká republika musí reagovat, a řekl, že Česká republika je v podobné situaci jako Velká Británie v případě pokusu o otravu Sergeje a Julije Skripalových v Salisbury. Hamáček dále sdělil, že se jako ministr zahraničních věcí rozhodl do 48 hodin vyhostit všech 18 pracovníků ruské ambasády v Praze, kteří byli českými tajnými službami jasně identifikováni jako důstojníci ruských tajných služeb, tedy SVR a GRU. Na závěr dodal, že společně s Andrejem Babišem průběžně informují spojence a partnery ČR v EU a v NATO a že je žádají o jejich podporu. Prezident Miloš Zeman jim vyjádřil absolutní podporu. Celý brífink trval necelé 4 minuty.
Před společným vystoupením s Babišem si Hamáček předvolal ruského velvyslance Alexandra Zmejevského. Babiš o incidentu a vyhoštění ruských diplomatů mluvil v sobotu večer i s předsedou Evropské rady Charlesem Michelem. Partnery v Evropské unii chce podrobně informovat na příštím summitu, uvedl premiér večer na Twitteru. Když se potvrdí zapojení Ruska do výbuchu ve vrbětickém skladu, ovlivní to účast ruské firmy Rosatom v tendru na dostavbu české jaderné elektrárny Dukovany, řekl ČTK ministr průmyslu a obchodu Karel Havlíček. Neuvedl jak konkrétně. Česká policie zároveň po vystoupení Babiše a Hamáčka oznámila, že kvůli výbuchu ve Vrběticích hledá dva muže. Podle zveřejněných fotografií stejné, které Britové spojují s pokusem o vraždu bývalého ruského agenta Sergeje Skripala a jeho dcery Julie v britském Salisbury v roce 2018.

## Vyhoštění diplomatů
V první vlně bylo 17. dubna 2021 z ruské ambasády v Praze vyhoštěno 18 diplomatů, mezi nimi byl oficiální vojenský a letecký přidělenec v Praze Viktor Viktorovič Buďjak, zástupce velvyslance Alexandr Antonov (figurující i v kauze agenta s ricinem), první sekretář ambasády Alexej Kolmakov, politický atašé Jurij Jegorov, náměstek obchodního zástupce Dmitrij Moskovkin a tajemníci velvyslanectví Jevgenij Golikov, Andrej Makarenko, Anton Bělov, Maxim Krailin, Alexej Triakin, Alexander Dudnik a Konstantin Ševčuk.
V odvetném kroku Rusko následující den vyhostilo 20 pracovníků českého velvyslanectví v Moskvě, z toho šestnáct diplomatů. Česká strana tento krok vyhodnotila jako nepřiměřený a vyhoštěním dalších 63 ruských zaměstnanců ambasády v Praze srovnala počty na zastupitelských úřadech obou zemí.

## Další reakce

### Demonstrace u ruského velvyslanectví

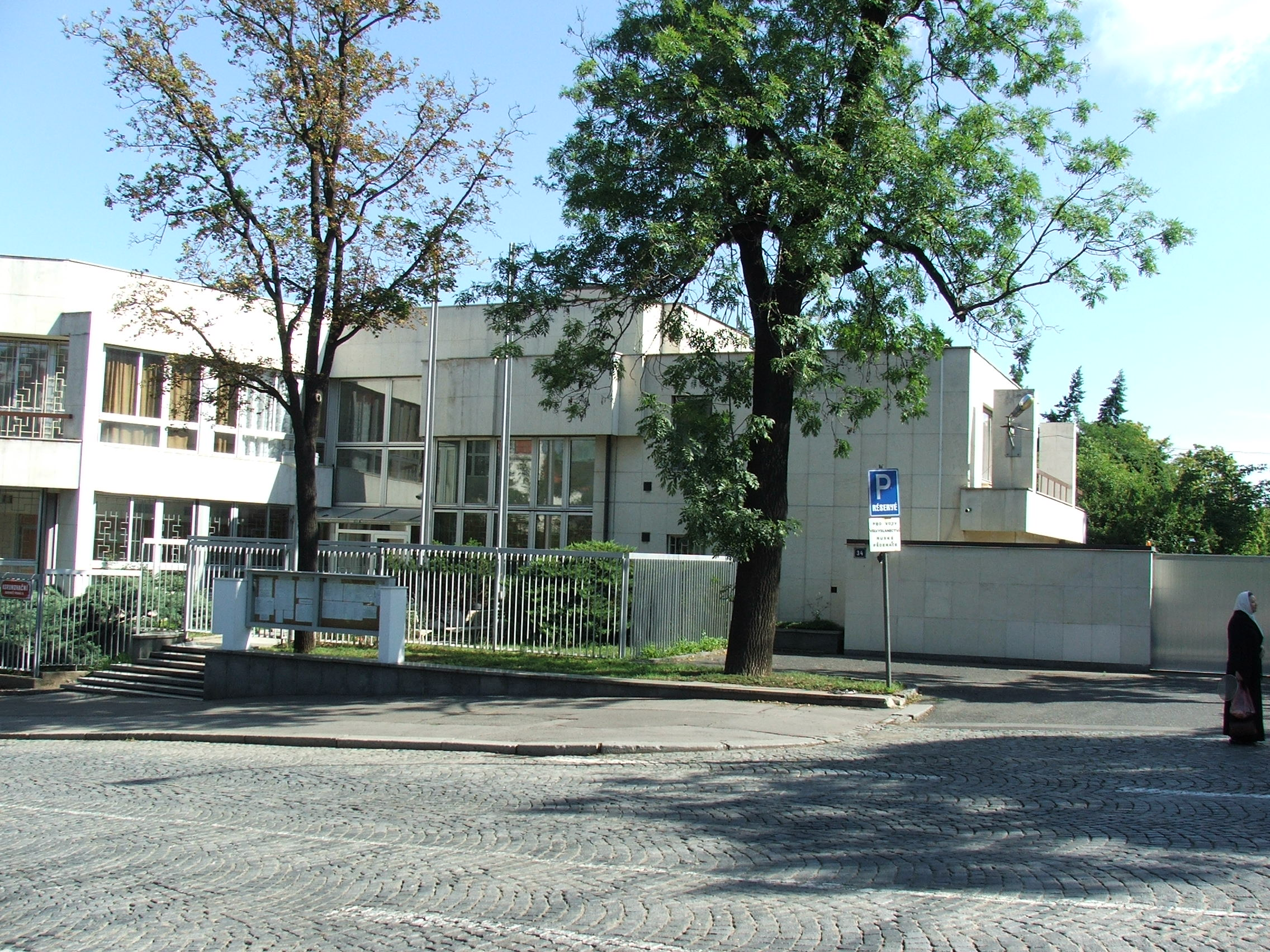
Ruská ambasáda v Praze

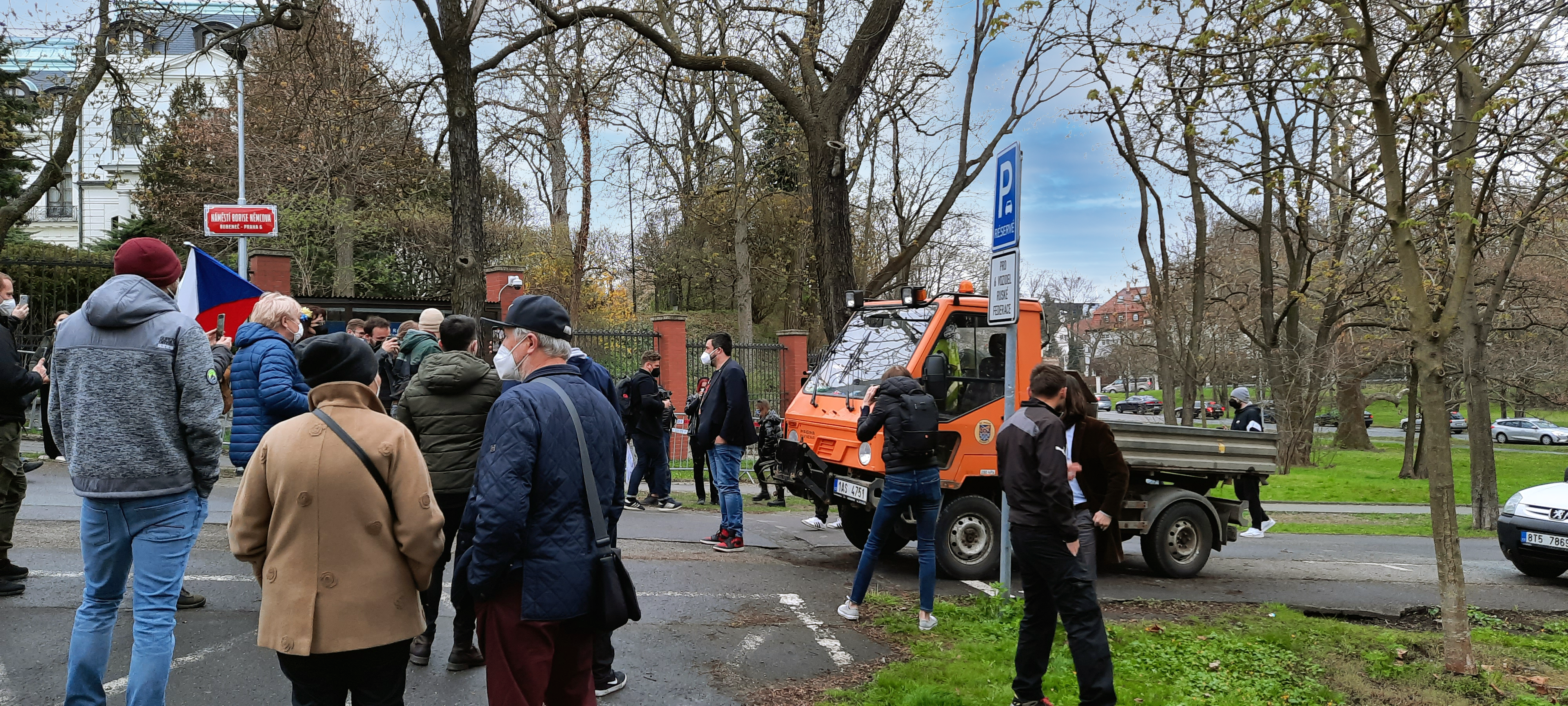
Demonstrace před ruským velvyslanectvím v Praze dne 19. dubna. Přítomen byl i politik Pavel Novotný

Policie v noci 17. dubna zasahovala u ruského velvyslanectví v Praze, kde zadržela sedm lidí, kteří kečupem potřísnili zeď ambasády. Kečup měl symbolizovat krev a připomenout dvě oběti výbuchu v muničním areálu ve Vrběticích, na kterém se podíleli příslušníci ruské tajné služby. Zásah se obešel bez donucovacích prostředků a bez komplikací.
Incident zaregistrovala i ruská média, která skupinu označila za chuligány.

### Komentáře ruských politiků
Z ruských vedoucích představitelů zareagoval jako první předseda zahraničního výboru ruské Rady federace Vladimir Džabarov. Prohlásil, že tvrzení české vlády o podílu ruských agentů na výbuchu v muničním skladu ve Vrběticích je absurdní. „Rusko nemá nic lepšího na práci než vyhazovat do povětří nějaké sklady. Nikdy jsme Česko nepovažovali za svého protivníka,“ řekl. „Je to prostě úplně vymyšlená situace, aby podpořili Američany, kteří teď od nás dostali tvrdý úder,“ dodal.
Mluvčí ruského ministerstva zahraničí Marija Zacharovová pak podle agentury TASS pohrozila, že „Praha dobře ví, co bude následovat po takovýchto fintách“. Předseda zahraničního výboru Státní dumy Leonid Sluckij v reakci na tiskovou konferenci Babiše a Hamáčka řekl, že v takových případech musí nezbytně následovat odvetné kroky. Podle něj vypovězení diplomatů zasadí „těžký úder dvoustranným vztahům“. Dmitrij Novikov, který je zástupcem předsedy zahraničního výboru v dolní parlamentní komoře, řekl agentuře Interfax, že „počet osmnácti vyhoštěných diplomatů je podle něj „mimořádná věc, pro kterou nejsou žádné zjevné důvody.“

### Komentáře českých politiků
Předseda Senátu Miloš Vystrčil a předseda ODS Petr Fiala obvinili Rusko ze státního terorismu. Podle poslance a šéfa sněmovního zahraničního výboru Ondřeje Veselého je exploze v muničních skladech ve Vrběticích největší útok na Českou republiku od roku 1968. Bývalý ministr zahraničních věcí Tomáš Petříček uvedl: „Je na čase utnout debaty o zapojení Ruska do dostavby Dukovan. Bezpečnostní rizika musíme brát vážně a ne čekat, až se něco stane. Stejně tak je třeba jasně odmítnout ruskou hybridní válku kolem očkování.” Předseda SPD Tomio Okamura uvedl, že bude žádat důkazy.
Dne 22. dubna oznámil ministr zahraničních věcí Jakub Kulhánek, že zastropuje počet diplomatů na ruském velvyslanectví v Praze, jako je na českém velvyslanectví v Moskvě. Pracovníci velvyslanectví musejí odejít do konce května 2021.
Prezident Miloš Zeman 25. dubna v mimořádném televizním projevu řekl, že pokud se prokáže účast dvou ruských agentů na výbuchu, tak „je zapotřebí, aby Ruská federace za tento případný teroristický čin zaplatila“. Dále také uvedl, že „neexistují důkazy ani svědectví, že by tito dva agenti byli ve vrbětickém areálu“, a že „žádná suverénní země si nemůže dovolit, aby na jejím území dva agenti cizího státu způsobili teroristický atentát, při němž zahynuli dva čeští občané a byla způsobena miliardová škoda.“
Mluvčí BIS Ladislav Šticha podle Seznamu sdělil: „Mohu potvrdit, že BIS předala písemnou zprávu zákonným adresátům a také Kanceláři prezidenta republiky, 7. dubna“.

### Reakce dalších zemí
Česku vyjádřila podporu většina evropských zemí, včetně Evropské unie. Solidaritu vyjádřily Česku také Spojené státy americké nebo Austrálie.
Několik zemí zároveň rozhodlo o vyhoštění ruských diplomatů z ruských ambasád na svém území:
- Slovensko rozhodlo o vyhoštění tří ruských diplomatů.[24]
- Litva rozhodla o vyhoštění dvou ruských diplomatů.[25]
- Lotyšsko rozhodlo o vyhoštění jednoho ruského diplomata. Šéf lotyšské diplomacie prohlásil, že Lotyšsko nebude trpět podvratnou činnost na svém území ani na území svých spojenců.[25]
- Estonsko rozhodlo o vyhoštění jednoho ruského diplomata.[25]
- Rumunsko rozhodlo o vyhoštění jednoho ruského diplomata.[26]

## Další vývoj
V noci na 21. dubna 2021 prováděli příslušníci NCOZ na českém území rozsáhlá zatýkání členů paramilitantních skupin, údajně řízených vyhoštěnými ruskými diplomaty.
Server Seznam Zprávy přinesl informaci o schůzce, která se měla konat 15. dubna na ministerstvu vnitra. Jan Hamáček chtěl údajně do Moskvy odletět proto, aby mlčení o kauze Vrbětice vyměnil za milion dávek vakcíny proti covidu-19 Sputnik V a konání summitu Joea Bidena a Vladimira Putina v Praze.
Hamáček toto odmítl a uvedl: „Jediným tématem schůzek byl dopad kauzy Vrbětice na bezpečnost státu a vztahy mezi Českou republikou a Ruskem.“
Dne 14. května na autory článku Hamáček podal trestní oznámení.
V květnu 2021 začalo běžet trestní řízení pro podezření ze spáchání trestných činů ohrožení utajované informace a zneužití pravomoci úřední osoby. Za to hrozí až 12 let vězení.
V dubnu 2024 uzavřela Policie ČR vyšetřování případu a zveřejnila jeho závěry, přičemž potvrdila, že za výbuchy v muničních skladech stáli dva agenti Ruské federace. V květnu 2024 pak vyhlásila pátrání po generálovi ruské rozvědky GRU.